# Skoki
Skoki è un comune urbano-rurale polacco del distretto di Wągrowiec, nel voivodato della Grande Polonia.
Ricopre una superficie di 198,52 km² e nel 2004 contava 8 681 abitanti.
È stata fondata nel 1367. Nel XIX secolo è divenuta un centro importante nel campo della tessitura.
Un tempo conosciuta con il nome di Schokken, fu sede di un sotto-campo di concentramento nazista, noto come Kriegsgefangenen Offizierlager 64/Z, in cui fu internato dal settembre 1943 al gennaio 1945 anche il Generale di Brigata italiano Alberto Trionfi, ucciso poi dai nazisti a Kuźnica Żelichowska durante una marcia della morte.